# The Jacksons (álbum)
The Jacksons es el décimo álbum de estudio de la banda estadounidense The Jacksons lanzado el 27 de noviembre de 1976 por los sellos Epic Records y Philadelphia International Records. Jason Elias del sitio Allmusic le dio tres estrellas y media de cinco.

## Recepción
Epic Records y Philadelphia International Records publicaron el disco en 1976 como una empresa conjunta. The Jacksons fue el primer álbum de la banda que se lanzó con su nombre homónino, tras su permanencia en Motown como "The Jackson 5". Jermaine Jackson, miembro del grupo, se quedó con Motown, pero cuando sus hermanos cancelaron su contrato y pasaron a CBS Records; Randy, hermano menor de la banda, lo reemplazó.
Philadelphia International convocó a los productores y ejectutivos Kenneth Gamble y Leon Huff para producir el disco, que también incluyó su primer éxito top ten en dos años «Enjoy Yourself», pero tuvieron un momento difícil centrándose en un sonido para la crecida boy band. Sin embargo, el grupo pudo componer por primera vez su propio material, algo que en Motown no les era permitido. The Jacksons compusieron «Style of Life» y «Blues Away». El cantante Michael Jackson compuso por primera vez su primer tema «Blues Away». Este disco también dio lugar al segundo sencillo de R&B «Show You the Way to Go» y se posicionó en los puestos treinta y seis y seis en las listas de álbumes de géneros pop y R&B, respectivamente.
La Recording Industry Association of America (RIAA) le dio una certificación de oro, a pesar de vender más de diez millones con Motown. (los registros financieros y ventas de Motown nunca se for auditing by the RIAA hasta 1976).

## Lista de canciones
1. «Enjoy Yourself» (Kenny Gamble, Leon Huff) – 3:00
2. «Think Happy» (Kenny Gamble, Leon Huff) – 3:07
3. «Good Times» (Kenny Gamble, Leon Huff) – 4:57
4. «Keep on Dancing» (Dexter Wansel) – 4:31
5. «Blues Away» (Michael Jackson) – 3:12
6. «Show You the Way to Go» (Kenny Gamble, Leon Huff) – 5:30
7. «Living Together» (Dexter Wansel) – 4:26
8. «Strength of One Man» (Gene McFadden, John Whitehead, Victor Carstarphen) – 3:56
9. «Dreamer» (Kenny Gamble, Leon Huff) – 3:05
10. «Style of Life» (Tito Jackson, Michael Jackson) – 3:19

## Voces principales
Michael es la voz principal en los temas 4–6 y 9–10, mientras que con su hermano, Jackie, son las voces principales en las pistas 1–3 y 7. Todos los hermanos (salvo Tito) cantan juntos en la canción 8.

## Posicionamiento en listas
| Lista (1977)              | Posición |
| ------------------------- | -------- |
| Billboard Pop Albums      | 36       |
| Billboard Top Soul Albums | 6        |

### Sencillos
| Año  | Sencillo                 | Posición                  | Posición    | Posición |
| Año  | Sencillo                 | EE. UU. Billboard Hot 100 | EE. UU. R&B |          |
| ---- | ------------------------ | ------------------------- | ----------- | -------- |
| 1976 | «Enjoy Yourself»         | 6                         | 2           |          |
| 1977 | «Show You the Way to Go» | 28                        | 6           |          |